# Чугунци
Чугунци (на гръцки: Μεγάλη Στέρνα, Мегали Стерна, до 1926 година Τσιγούντσα, Цигунца) е село в Република Гърция, дем Кукуш, област Централна Македония.

## География
Селото е разположено на 20 километра северозападно от град Кукуш (Килкис) и на 6 километра западно от Хърсово (Херсо).

## История

### В Османската империя
В XIX век Чугунци е българско село в каза Аврет Хисар (Кукуш) на Османската империя. В „Етнография на вилаетите Адрианопол, Монастир и Салоника“, издадена в Константинопол в 1878 година и отразяваща статистиката на населението от 1873 година, Чигунци (Tchigountzi) е посочено като селище в каза Аврет Хисар (Кукуш) със 70 домакинства, като жителите му са 368 българи.
Според статистиката на Васил Кънчов („Македония. Етнография и статистика“) в 1900 година Чугунци е село в Дойранска каза с 250 жители българи християни.
Населението на селото е под върховенството на Българската екзархия. По данни на секретаря на Екзархията Димитър Мишев („La Macédoine et sa Population Chrétienne“) в 1905 година Чугунци (Tchougountzi) е село в Кукушка каза с 400 българи екзархисти и българско училище.
При избухването на Балканската война в 1912 година двама души от Чугунци са доброволци в Македоно-одринското опълчение.

### В Гърция
В 1913 година след Междусъюзническата война селото попада в Гърция. Боривое Милоевич пише в 1921 година („Южна Македония“), че Чугунци има 55 къщи славяни християни. Населението му се изселва в България и на негово място са настанени гърци бежанци. В 1926 години селото е прекръстено на Мегали Стерна. В 1928 година селото е изцяло бежанско със 124 семейства и 445 жители бежанци.
Църквата „Въздвижение на Светия кръст“ от средата на XIX век е обявена за исторически паметник на 27 юни 1987 година.
| Име         | Име          | Ново име     | Ново име    | Описание                             |
| ----------- | ------------ | ------------ | ----------- | ------------------------------------ |
| Алша махала | Άλσα Μαχαλά  | Синикия      | Συνοικία    | възвишение на З от Чугунци           |
| Чугунци     | Τσουγκούντσα | Аспри Корифи | Άσπρη Κορφή | възвишение на З от Чугунци (122,2 m) |

Преброявания
- 2001 година – 518 души
- 2011 година – 312 души

## Личности
Родени в Чугунци
- Младен Танев (Танов, 1890 – 1967, Пловдив), македоно-одрински опълченец, 2 рота на 3 солунска дружина, носител на орден „За храброст“ IV степен[12]
- Туше Христов (1877 – ?), македоно-одрински опълченец, Кукушката чета, Нестроева рота на 15 щипска дружина[13]
- Христо Джеков – Пехливана (? – 1903), български революционер от ВМОРО, четник при Кръстьо Асенов, загинал в Коджа Омерли[14]

Починали в Чугунци
- Михаил Апостолов Попето (1871 – 1903), български революционер